# 花都区秀全外国语学校
广州市花都区秀全外国语学校（Guangzhou Huadu Xiuquan Foreign Language School）于2010年创办，位于中国广东省广州市花都区新华街秀全大道66号，是一所全日制公办学校，享受国家免费九年义务教育。秀全外国语学校全校占地面积约6万平方米，建筑物面积约1.31万平方米。

## 学校概况

### 历史
2010年，经广州市教育局和花都区政府批准，花都区秀全中学将创办初中部秀全外国语学校，并暂借雅瑶中学场室办学，从2010年起正式招生。
秀全外国语学校是在秀全中学的老校区原址，占地近百亩，校园有玉兰大道，栽种紫荆、木棉、榕树、南洋杉、菠萝蜜等，环境优美，教学设施完善且与时俱进。秀全中学则在2016年搬迁至新校区。
2021年，花都区秀全外国语学校增设小学部。

### 简介
广州市花都区秀全外国语学校位于广州市花都区新华街秀全大道66号，于2010年经广州市教育局和花都区人民政府批准成立，是一所公办全日制学校，享受国家免费义务教育。 
秀全外国语学校初中部的课程设置和普通全日制中学基本相同，在严格执行《义务教育课程标准》和《广州市义务教育课程计划》的同时，强化外国教师教学课程，普及第二外语教学。

秀全外国语学校注重全面发展，学校定期在校内举办语文/英语节、艺术节、科技节，还有辩论社、文学社、棋社、古筝社、武术社、啦啦操、3D打印等种类繁多的社团活动。

## 交通指南
秀全外国语学校建有正门（南门）和北门，正门位于广州市花都区秀全大道66号，北门在花都区体育路11号。
地铁：广州地铁9号线花城路站（靠近正门）或花果山公园站（靠近北门）。